# Bar-lès-Buzancy
Bar-lès-Buzancy ist eine französische Gemeinde mit 120 Einwohnern (Stand 1. Januar 2022) im Département Ardennes in der Region Grand Est (vor 2016 Champagne-Ardenne). Sie gehört zum Arrondissement Vouziers, zum Kanton Vouziers und zum Gemeindeverband Argonne Ardennaise.

## Geografie
Die Gemeinde Bar-lès-Buzancy liegt 19 Kilometer östlich von Vouziers. Umgeben wird Bar-lès-Buzancy von den Nachbargemeinden Vaux-en-Dieulet im Norden, Fossé im Osten, Buzancy im Südosten und Süden, Harricourt im Westen sowie Saint-Pierremont im Nordwesten.

## Geschichte
Von 1828 bis 1871 bildete Bar-lès-Buzancy mit Harricourt die Gemeinde Bar-et-Harricourt.
Im Oktober 1952 wurden in Bar-lès-Buzancy bei Erdarbeiten zwei Gräber aus der Zeit der Merowinger entdeckt.

## Bevölkerungsentwicklung
| Jahr                       | 1962 | 1968 | 1975 | 1982 | 1990 | 1999 | 2007 | 2019 |
| Einwohner                  | 135  | 137  | 116  | 126  | 121  | 98   | 110  | 128  |
| Quellen: Cassini und INSEE |      |      |      |      |      |      |      |      |

## Sehenswürdigkeiten

Kirche Saint-Maurice

- Kirche Saint-Maurice